# Sandro Salvini
Sandro Salvini (1890 – 1955) foi um ator italiano. Ele atuou em cerca de trinta filmes durante as eras silenciosa e sonora. Ele desempenhou o papel como Duque em Mother Earth (1931), de Alessandro Blasetti.

## Filmografia selecionada
- La storia dei tredici (1917)
- Nero (1922)
- The Shepherd King (1923)
- Terra madre (1931)
- Lorenzino de' Medici (1935)